# Корте-Бруньятелла
Корте-Бруньятелла (итал. Corte Brugnatella) —  коммуна в Италии, располагается в регионе Эмилия-Романья, в провинции Пьяченца.
Население составляет 712 человека (2008 г.), плотность населения составляет 15 чел./км². Занимает площадь 46 км². Почтовый индекс — 29020. Телефонный код — 0523.
Покровителем коммуны почитается святой Иосиф Обручник, празднование 19 марта.

## Демография
Динамика населения:

## Администрация коммуны
- Официальный сайт: http://www.comune.cortebrugnatella.pc.it/